# Castianeira tenuis
Castianeira tenuis är en spindelart som beskrevs av Simon 1896. Castianeira tenuis ingår i släktet Castianeira och familjen flinkspindlar. Inga underarter finns listade i Catalogue of Life.